# 褐花杓兰
褐花杓兰（学名：Cypripedium smithii）为兰科杓兰属下的一个种。

## 扩展阅读
- 維基物種上的相關：褐花杓兰